# Монтенегро, Хьюго
Хью́го Монтене́гро (англ. Hugo Montenegro, 2 сентября 1925 — 6 февраля 1981) — американский дирижёр оркестра, аранжировщик и композитор саундтреков к фильмам. Наиболее известен как автор переложений музыки для спагетти-вестернов, в частности основной темы к фильму «Хороший, плохой, злой». Также он написал музыку к вестерну 1969 года «Чарро!», в котором одну из главных ролей исполнил Элвис Пресли.

## Биография
Хьюго Марио Монтенегро родился в Нью-Йорке в 1925 году. Два года он прослужил на военно-морском флоте США, в основном в качестве аранжировщика группы морской базы Ньюпорта в Ньюпорте, Род-Айленд. После войны он учился на композитора в Манхэттенском колледже и вёл собственную группу школы танцев.
В середине 1950-х он руководил, организовывал и проводил выступления оркестра Элиона Глета и Ирвина Спайса на их лейблах Dragon и Caprice. Он был первым, кто дирижировал оркестром Глена-Спайса на первом выступлении музыканта Диона Димуччи, когда последнего поддержал артист Timberlanes лейбла Dragon. В 1957 году на Mohawk #105 вышли песни «Out In Colorado» и «The Chosen Few», которые были записаны на лейбле Jubilee для их лучшего распространения.
Позже он стал работать в Time Records в качестве музыкального режиссёра для выпуска серии альбомов их лейбла и в начале 1960-х переехал в Лос-Анджелес, начав работать в RCA Records над производством серии альбомов, саундтреков к кинофильмам и музыкальных тем к кинофильмам, подобным двум частям музыки сериала «The Man from U.N.C.L.E.», альбома кавер-версий шпионских музыкальных тем из «Come Spy With Me» и альбома кавер-версий Клинта Иствуда из сериала спагетти-вестерна «Человек без имени», мелодии которого стали хитами в основных чартах.
Монтенегро начал писать музыкальное сопровождение к кинокартинам с инструментальной музыки к фильму «Advance to the Rear» в 1964 году. После успеха его альбомов, он заключил контракт с Columbia Pictures, где работал над фильмом «Hurry Sundown» и двумя картинами с персонажем Мэттом Хельмом. Он написал музыкальное сопровождение и проводил сессии звукозаписи для вестерна 1969 года «Чарро!» с Элвисом Пресли. Монтенегро также работал по контракту с телевизионной производственной компанией Screen Gems, подразделением Columbia Pictures, в которой более всего стал известен благодаря своей музыкальной теме ко второму сезону телесериала «I Dream of Jeannie», своей теме — песне «Сиэтл» и музыке к фильму «Here Come the Brides» и телесериалу «The Outcasts». В середине 1960-х он начал выпускать некоторые из самых известных произведений эпохи поп-космической эры, делая альбомы электронной и рок-музыки, такие как «Moog Power» и «Mammy Blue».
Работы Монтенегро над электронной музыкой имели решающее значение и оказали влияние на будущее поколений музыкантов этого стиля, дав толчок к работе над музыкой в стилях ретро/футуризм с использованием синтезатора Moog и помогли поднять его популярность. Также помнят его версии классической музыки, такие как основная тема к фильму Серджо Леоне «Хороший, плохой, злой», первоначально написанная Эннио Морриконе. Это был самый большой поп-хит Монтенегро, занявший 2-е место в чарте Billboard Hot 100, 3-е место в канадском чарте по версии журнала RPM и провёл 4 недели на верхней строчке чарта UK Singles Chart в 1968 году. Было продано свыше 250 000 копий диска и он был сертифицирован золотым.
Его версия темы из кинофильма «Вздёрни их повыше» заняла 59-е место в Канаде. В 1968 году его шлягер «Aces High» занял 11-е место в чарте Billboard Year End лучших хитов 1968 года.
В конце 1970-х тяжёлая эмфизема вынудила его прекратить свою музыкальную карьеру и музыкант умер от болезни в 1981 году. Его останки были захоронены на кладбище Уэлвуд Мюррей в Палм-Спрингс, Калифорния.

## Ссылка
- Hugo Montenegro (англ.) на сайте Find a Grave
- Montenegro at Space Age Pop http://www.spaceagepop.com/monteneg.htm